# Riverside County
Riverside County (officieel County of Riverside) is een van de 58 county's in Californië in de VS. Met een populatie van 2.486.747 inwoners is het de vierde county in Californië. De naam van de county is afgeleid van de gelijknamige stad, Riverside.
Riverside County is op 9 mei 1893 gesticht, en is ontstaan uit delen van San Bernardino County en San Diego County.
Riverside County is onderdeel van de Riverside-San Bernardino-Ontario Metropolitan Area, beter bekend als het Inland Empire, dat op zijn beurt weer onderdeel is van de Greater Los Angeles Area.
De county heeft een totale oppervlakte van 18.910 vierkante kilometer en bestaat voornamelijk uit woestijn. Het westen van de county heeft een mediterraans klimaat.
Riverside County kan gezien worden  als voorstedelijk gebied van Los Angeles en San Diego. Deze suburbanisatie vond voornamelijk tussen 2007 en 2011 plaats en zorgde ervoor dat Riverside County, samen met San Bernardino County, een van de snelst groeiende county's werd in Californië. Een voornaamste reden was dat de afstand tot Los Angeles en San Diego relatief beperkt is en de huizen zo'n 200.000 USD goedkoper waren.

## Geschiedenis

### Inheemse periode

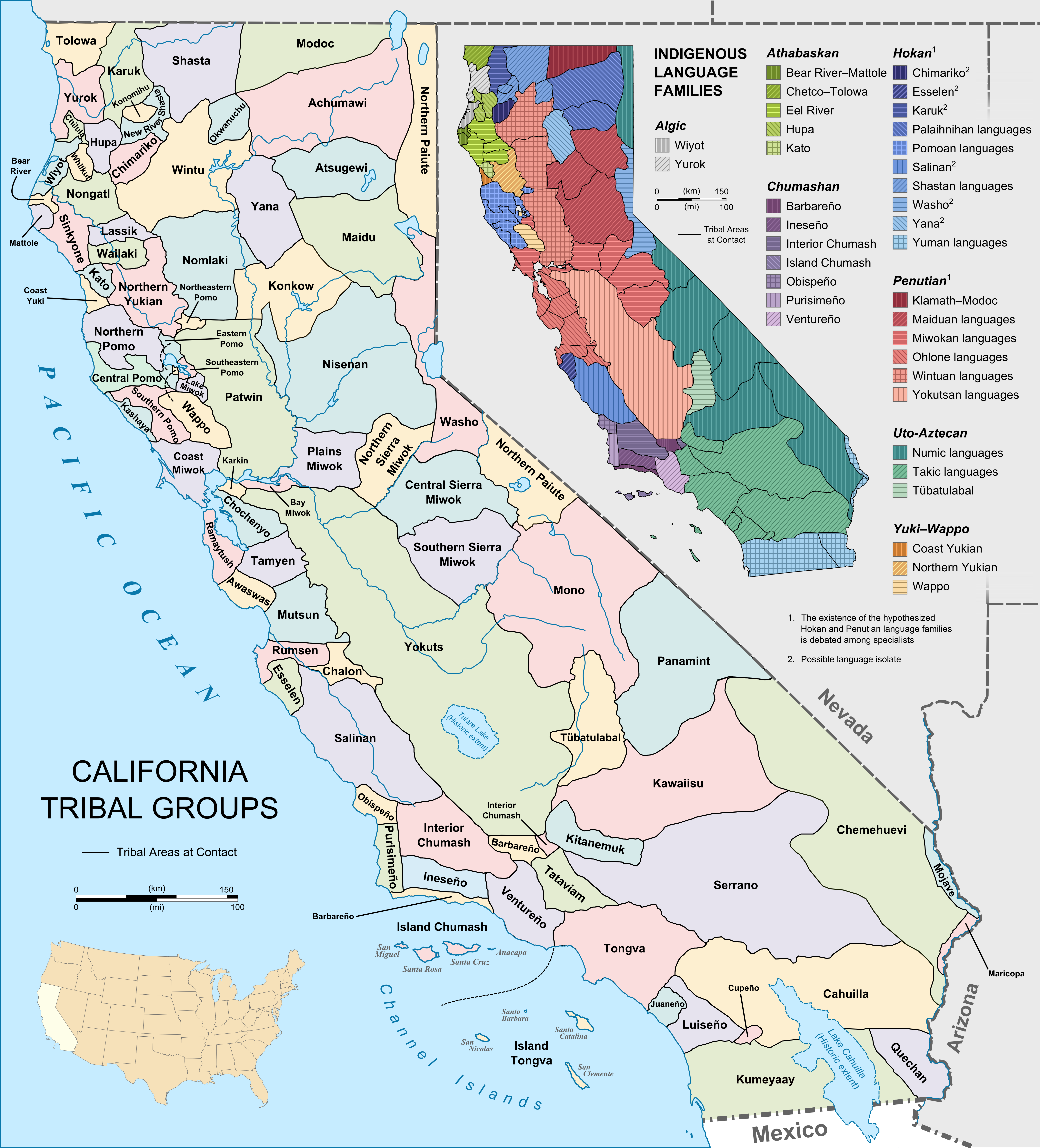
Kaart van alle toenmalige Indianenstammen in Californië

Voor dat de eerste Europeanen naar Californië kwamen, werd het gebied gewoond door verschillende Indianenstammen. De bergen en valleien waren de thuislanden van de Serrano, de Payómkawichum, de Mohave, de Cupeno, de Chemehuevi, de Cahuilla en de Tongva. De Aguanga en Temecula Basins en de valleien van Elsinore Trough en de Santa Ana Mountains waren het thuisland van de Payómkawichum. De valleien van de Santa Rosa Mountains en San Jacinto Mountains en de Salton Sink woestijn waren het thuisland van de Cahuilla.

### Spaanse/Mexicaanse periode
De eerste Europeaan die naar Riverside County kwam, was Juan Bautista de Anza, die een expeditie door Mexico. Arizona en Californië leidde. Zijn expeditie eindigde in San Francisco, en hij was een van de oprichters van Spaans Californië.
Eind achttiende eeuw begonnen de kolonisten van San Gabriel (Los Angeles Angeles) San Juan Capistrano (Orange County ) en San Luis Rey (San Diego County) delen van het huidige Riverside County te koloniseren voor landbouw en veehouderij. De eerste Europeaanse nederzetting in Riverside County was een boerderij die onderdeel was van de Spaanse missie Mission San Luis Rey de Francia.
In 1821 werd Mexico onafhankelijk en werd Californië Mexicaans grondgebied. De Spaanse missies bleven wel het christendom onder de Indianen verspreiden, maar dit eindigde in 1833, nadat Mexico de missies van de kerk afnam. Tussen 1838 en 1846 schonk Mexico 14 stukken land aan Mexicaanse burgers, die in het huidige Riverside County woonachtig waren.
In 1843 stichtten kolonisten uit Nieuw-Mexico een stad aan de Santa Ana rivier. De stad kreeg de naam La Placita de los Trujillos. Niet ver van La Placita werd later de hoofdstad van de county, Riverside, opgericht.

### Amerikaanse periode

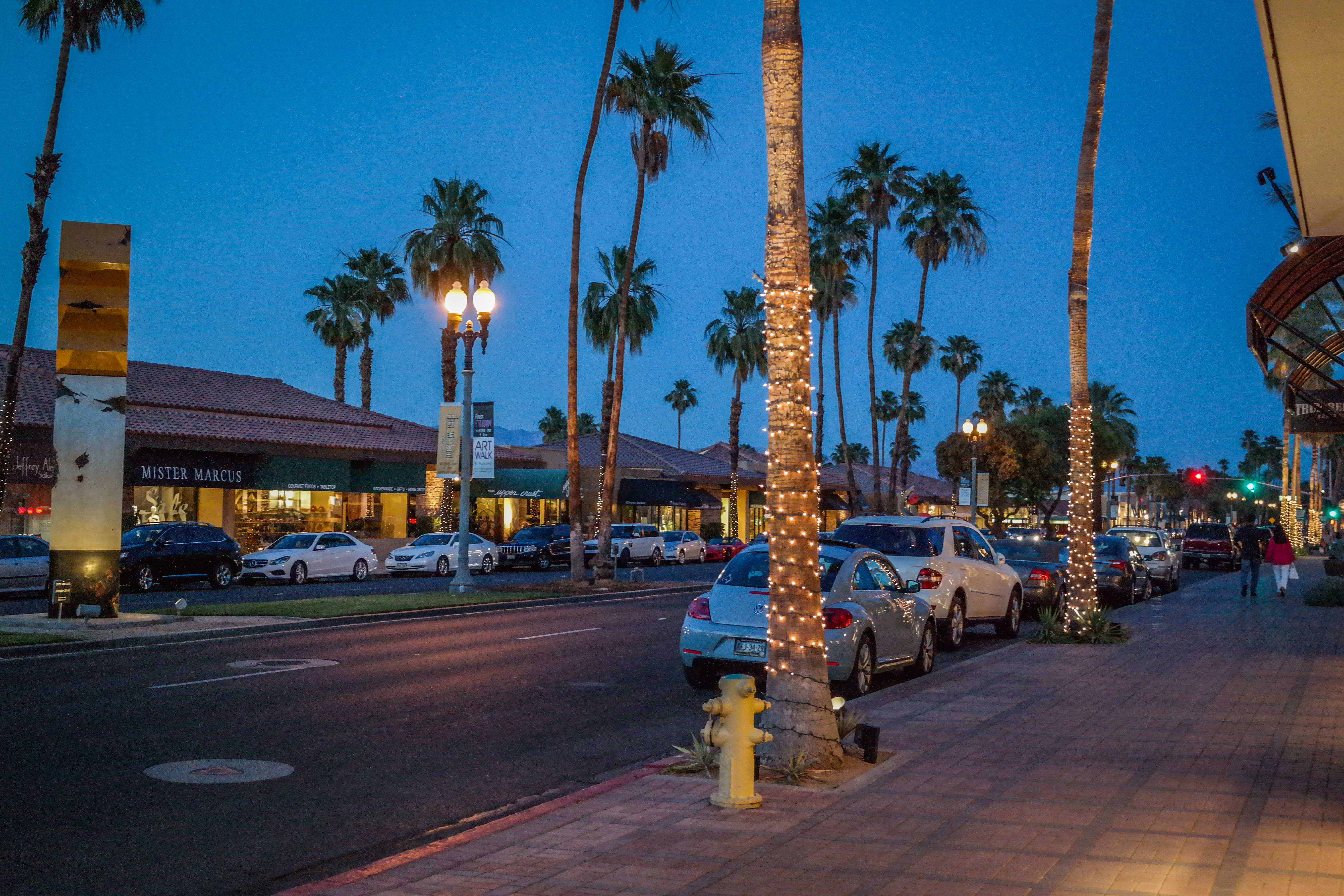
Palm Desert

Na het tekenen van het Vrede van Guadalupe Hidalgo in 1848 werd Californië een territorium van de Verenigde Staten. In 1850 werd Californië een staat en werden de eerste 27 county's gesticht. Het gebied van Riverside County was in 1850 onderdeel van Los Angeles County en San Diego County. In 1853 werd het oostelijke gedeelte van L.A. County opgesplitst om San Bernardino County te stichten. In die tijd kwamen er steeds meer mensen naar Californië toe om een nieuw leven te beginnen. Dit waren vooral goudzoekers, entrepreneurs, avonturieren, politici en mensen die religieuze vrijheid zochten. Eind negentiende eeuw werden er steeds meer verzoeken gedaan om nieuwe county's te stichten, zo waren er voorstellen gedaan om Pomona County en San Jacinto County te stichten. Al deze verzoeken werden afgeketst. In mei 1893 werd een enquête gehouden onder de bevolking van het huidige Riverside County. Een meerderheid vond dat het gebied een aparte county moest worden, en op 9 mei 1893 werd, na de goedkeuring van de gouverneur van Californië, Riverside County opgericht. Riverside werd als hoofdstad aangewezen en het countyzetel vestigde zich daar.
In 1917 werd March Air Reserve Base opgericht, een van de oudste vliegbases van de United States Air Force. In de jaren daarna groeide de basis uit tot een van de grootse vliegbases in de VS. Tijdens de Koude Oorlog huisvestte de basis een grote installatie van de Strategic Air Command. In 1996 werd de basis in gebruik genomen door de National Guard en de reserveluchtmacht.

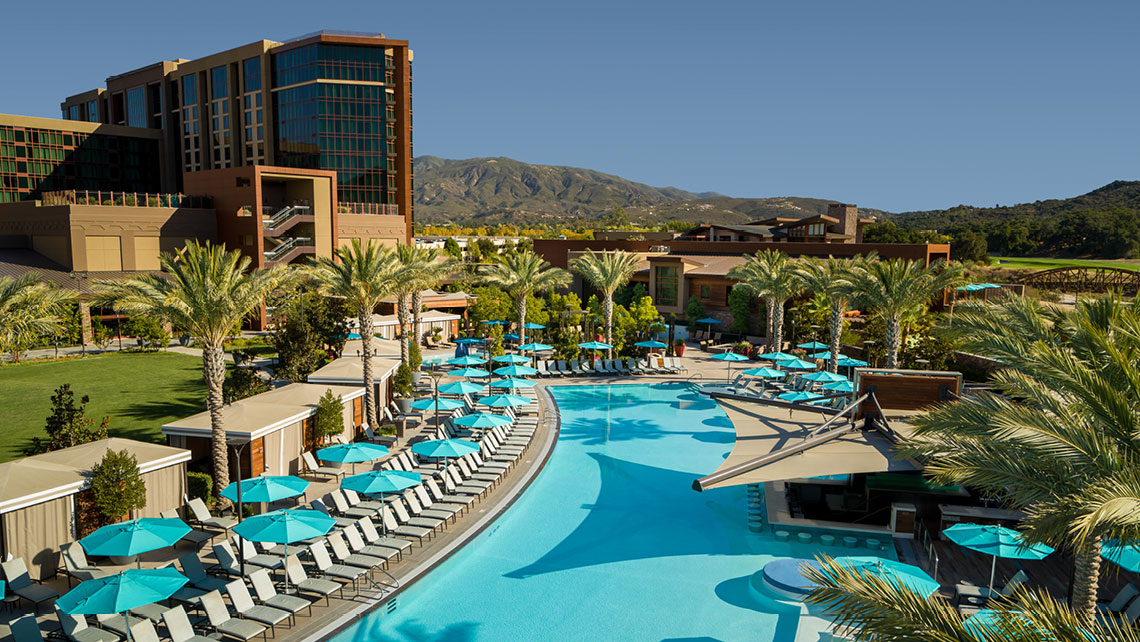
Het Pechanga Resort & Casino. Dit casino is de grootste in Californië.

Riverside County is ook een van de grootste plekken waar Native American Gaming plaatsvindt. De Indian Gaming Regulatory Act is een wet die het openen van casino's in indianenreservaten legaliseert. De wet vindt zijn oorsprong in de jaren 1980, nadat de county pogingen deed om kleine bingohallen in de indianenreservaten te sluiten. De indianenstammen klaagden de county aan bij het Hooggerechtshof van de Verenigde Staten. De indianen kregen gelijk en in 1988 werd er een nieuwe wet opgesteld die het organiseren van casino's en bingohallen legaliseerde. Het grootste casino in Californië is het Pechanga Resort & Casino in Temecula. Het casino is 18.580 m2 groot en heeft 4.500 gokautomaten, 154 goktafels en 1.110 hotelkamers.
Tussen 1980 en 1990 steeg de populatie van de county met 76%, waarmee het een van de snelst groeiende county's werd in Californië. In 1992 telde de county 1.3 miljoen inwoners. Deze explosieve groei dateert uit de jaren 70, toen de county huizen begon te bouwen voor forenzen uit Los Angeles- en Orange County. In de jaren 90 en 2000 begonnen steeds meer bedrijven zich te verplaatsen naar de county, zodat er ook meer regionale werknemers kwamen.

## Geografie

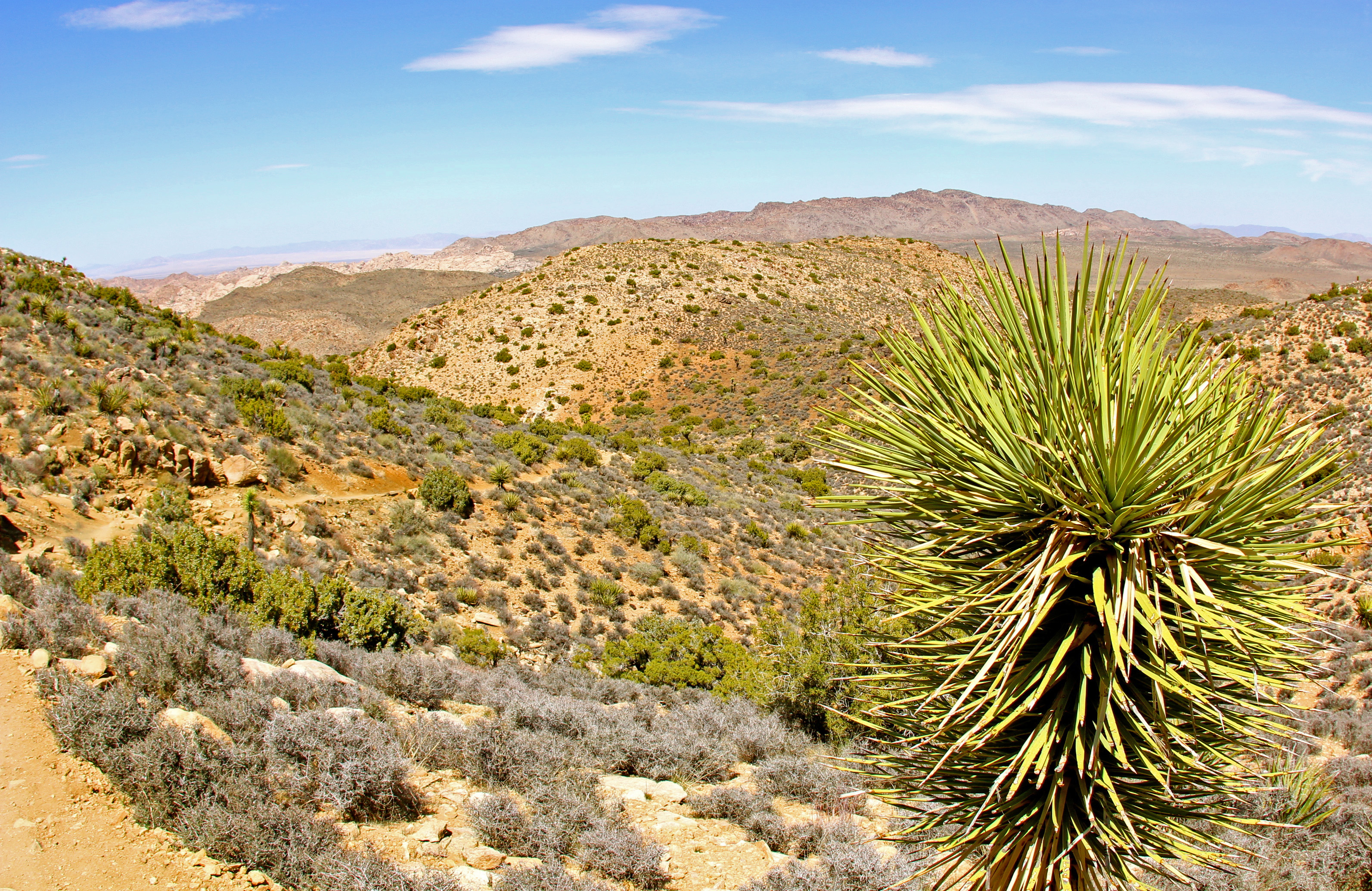
Joshua Tree National Park

De county heeft een totale oppervlakte van 18.910 km² waarvan 18.660 km² land is en 250 km² of 1,3% water is. Hiermee is Riverside County de vierde county in Californië qua oppervlakte. Riverside County is op te delen in drie 'provincies': Het Inland Empire in het westen, de Santa Rosa Mountains in het midden en de woestijnregio's in het oosten.

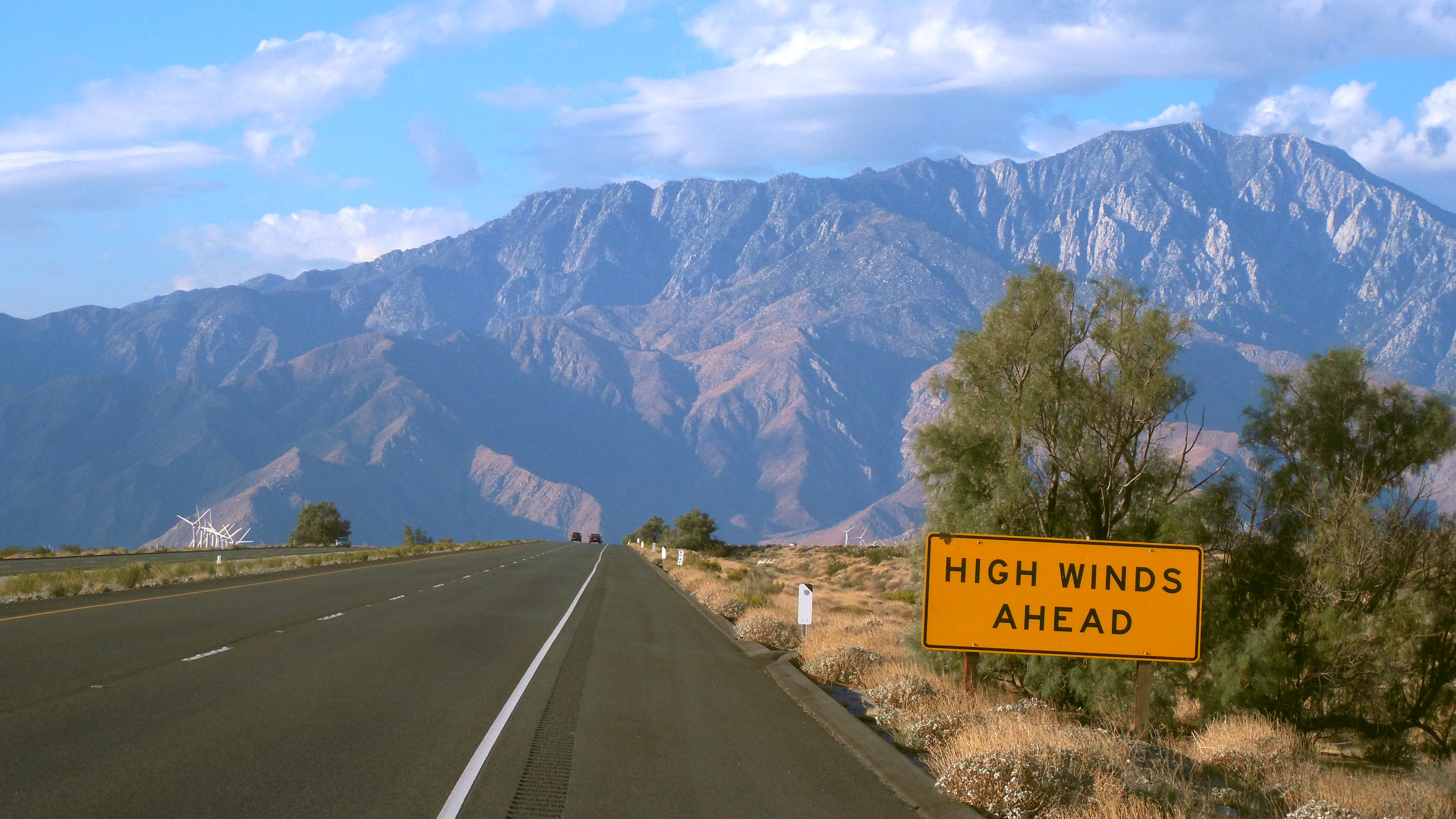
De San Jacinto Mountains

De flora en fauna van de county is erg variërend. Door de grote hoeveelheid woestijn is er niet veel vegetatie, maar de county heeft wel enkele bosgebieden. In het zuidelijke gedeelte van de county groeien er Californische blauwe eiken.

### Nationale parken
- Cleveland National Forest
- Coachella Valley National Wildlife Refuge
- Dos Palmas Preserve
- Joshua Tree National Park
- San Bernardino National Forest
- Sand to Snow National Monument
- Santa Rosa and San Jacinto Mountains National Monument

### Beschermde gebieden
Riverside County heeft in totaal 19 beschermde wildernissen, die onder het National Wilderness Preservation System vallen. Acht van deze wildernissen bevinden zich in de bovenstaande parken, maar de overige elf worden beheerd door het Bureau of Land Management.
| - Agua Tibia Wilderness - Beauty Mountain Wilderness - Big Maria Mountains Wilderness - Cahuilla Mountain Wilderness - Chuckwalla Mountains Wilderness - Joshua Tree Wilderness - Little Chuckwalla Mountains Wilderness | - Mecca Hills Wilderness - Orocopia Mountains Wilderness - Palen/McCoy Wilderness - Palo Verde Mountains Wilderness - Pinto Mountains Wilderness - Rice Valley Wilderness | - Riverside Mountains Wilderness - San Gorgonio Wilderness - San Jacinto Wilderness - San Mateo Canyon Wilderness - Santa Rosa Wilderness - South Fork San Jacinto Wilderness |

### Staatsparken
Riverside County heeft drie staatsparken. Deze parken worden onderhouden en beheerd door bosbeheer van Californië
- California Citrus State Historic Park
- Lake Perris State Recreation Park
- Mount San Jacinto State Park

### Countyparken
| - Hurkey Creek Park - Idyllwild Park - Indio Hills Palms - Jensen Alvarado Ranch | - Lake Cahuilla Recreation Area - Lake Skinner Recreation Area - McCall Memorial Equestrian Park - Santa Rosa Plateau |

### Aangrenzende county's
- San Bernardino County- noorden
- La Paz County in Arizona- oosten
- Imperial County- zuiden
- San Diego County- zuiden
- Orange County- westen

## Steden en dorpen

### Opgenomen steden en dorpen
Riverside County heeft in totaal 27 opgenomen steden. De allereerste stad die werd opgenomen was Riverside in 1883, en de laatste stad was Jurupa Valley in 2011.
| - Banning (29.475) - Beaumont (57.884) - Blythe (17.567) - Calimesa (10.671) - Canyon Lake (11.238) - Cathedral City (51.580) - Coachella (42.313) - Corona (158.564) - Desert Hot Springs (34.483) - Eastvale (68.539) - Hemet (93.587) - Indian Wells (4.697) - Indio (93.067) - Jurupa Valley (104.684) | - Lake Elsinore (75.797) - La Quinta (37.585) - Menifee (110.030) - Moreno Valley (213.215) - Murrieta (113.193) - Norco (26.091) - Palm Desert (51.979) - Palm Springs (44.581) - Perris (81.793) - Rancho Mirage (16.933) - Riverside (318.337) - San Jacinto (56.808) - Temecula (112.976) - Wildomar (38.285) |

### Niet-opgenomen steden en dorpen
Deze plekken worden in de VS aangeduid als Census-designated place. Er zijn in totaal 47 niet-opgenomen plaatsen in Riverside County.
| - Aguanga (947) - Anza (3.093) - Bermuda Dunes (8.532) - Cabazon (2.656) - Cherry Valley (6.554) - Coronita (2.648) - Desert Center (271) - Desert Edge (4.288) - Desert Palms (6.605) - East Hemet (20.035) - El Cerrito (26.685) - El Sobrante (12.163) - French Valley (38.943) - Garnet (6.992) - Good Hope (9.552) - Green Acres (3.251) | - Highgrove (8.574) - Home Gardens (11.092) - Homeland (7.012) - Idyllwild-Pine Cove (4.250) - Indio Hills (1.072) - Lake Mathews (5.996) - Lake Riverside (1.435) - Lakeland Village (12.610) - Lakeview (1.938) - March Air Reserve Base (704) - Mead Valley (20.212) - Meadowbrook (3.130) - Mecca (8.111) - Mesa Verde (688) - Mountain Center (66) - North Shore (3.618) | - Nuevo (6.820) - Oasis (3.742) - Ripley (493) - Romoland (2.101) - Sage (3.370) - Sky Valley (2.411) - Temescal Valley (27.546) - Thermal (2.619) - Thousand Palms (8.042) - Valle Vista (16.680) - Vista Santa Rosa (2.511) - Warm Springs (1.259) - Whitewater (1.082) - Winchester (3.227) - Woodcrest (16.587) |

### Gemeentevrije zones
Naast de opgenomen en niet-opgenomen plaatsen zijn er ook gemeentevrije zones te vinden. Deze plaatsen vallen onder direct toezicht van de county en hebben geen eigen bestuur zoals de overige plekken. Er zijn in totaal 22 gemeentevrije zones te vinden in Riverside County
| - Alberhill - Alessandro - Arnold Heights - B Bar H Ranch - Belltown - Bonnie Bell - Box Springs - Cactus City - Cahuilla - Cahuilla Hills - Chiriaco Summit | - Desert Beach - Edgemont - El Cariso - Gilman Hot Springs - La Cresta - North Palm Springs - Pinyon Pines - Radec - Rancho Capistrano - Snow Creek - Valerie |

### Indianenreservaten
Riverside County heeft 12 indianenreservaten, waarmee het de tweede county in de VS is met de meeste reservaten (San Diego County heeft er 18).
| - Agua Caliente reservaat (27.090) - Augustine reservaat (16) - Cabazon reservaat (38) - Cahuilla reservaat (±154) - Colorado River reservaat (4.277) - Moronga reservaat (996) | - Pechanga reservaat (467) - Ramona reservaat (0) - Santa Rosa reservaat (131) - Soboba reservaat (567) - Torres-Martinez reservaat (4.146) - Twenty-Nine Palms reservaat (0) |

### Spooksteden
Riverside County heeft 14 verlaten plaatsen.
| - Bergman - Dos Palmas Spring - Eagle Mountain - Eden - Fertilla - Hell - La Placita | - Leon - Midland - Pinacte - Saahapta - Temescal - Terra Cotta - Willow Springs Station |

## Transport

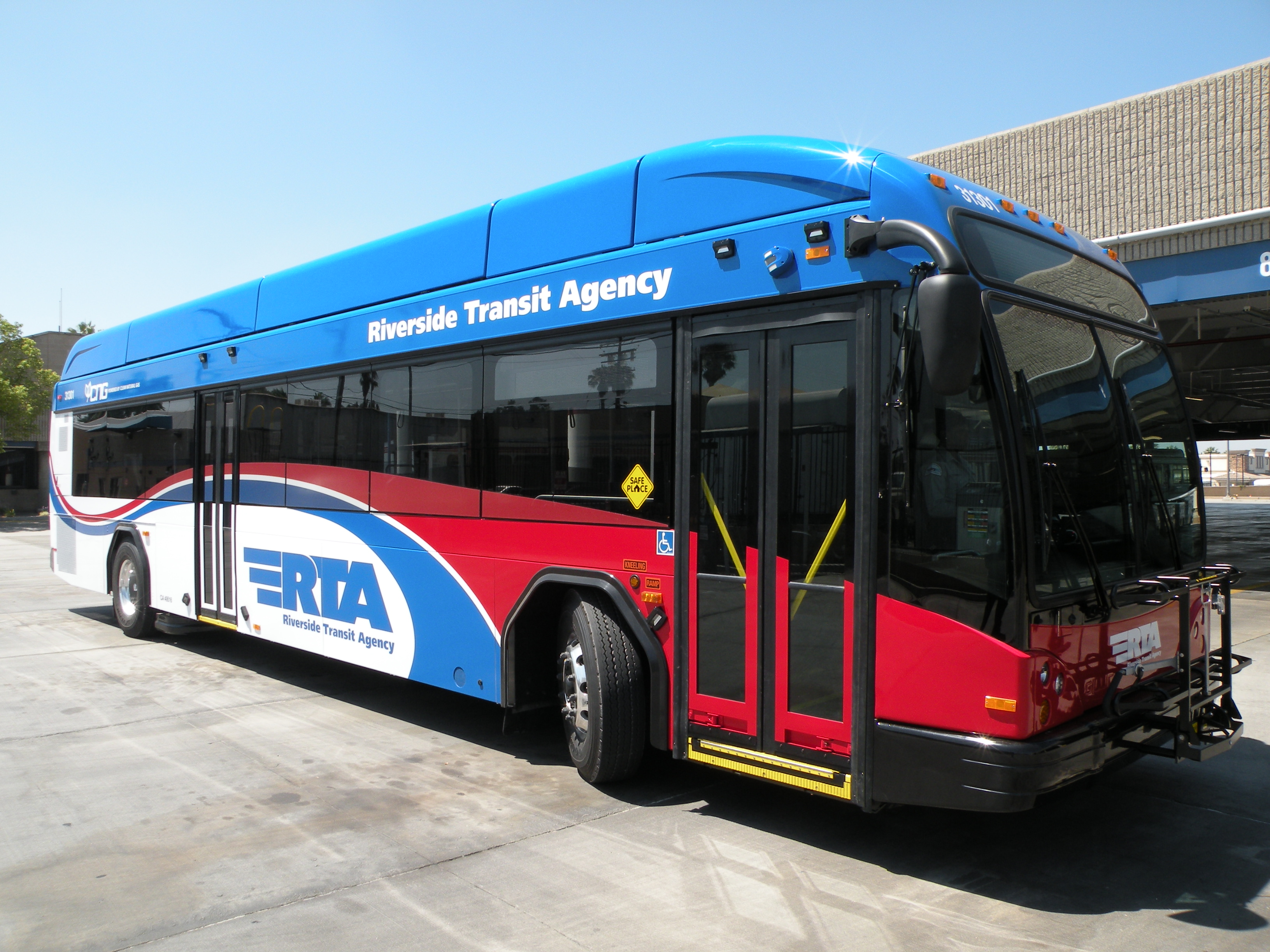
Een Riverside Transit Agency bus

### Snelwegen en autoroutes
| - Interstate 10 - I-10 Business Loop - Interstate 15 - Interstate 215 - U.S. Route 95 - U.S. Historic Route 99 | - U.S. Historic Route 395 - State Route 60 - State Route 62 - State Route 71 - State Route 74 | - State Route 78 - State Route 79 - State Route 86 - State Route 91 - State Route 111 | - State Route 177 - State Route 243 - State Route 341 - County Route 2 - County Route 3 |

### Openbaar vervoer

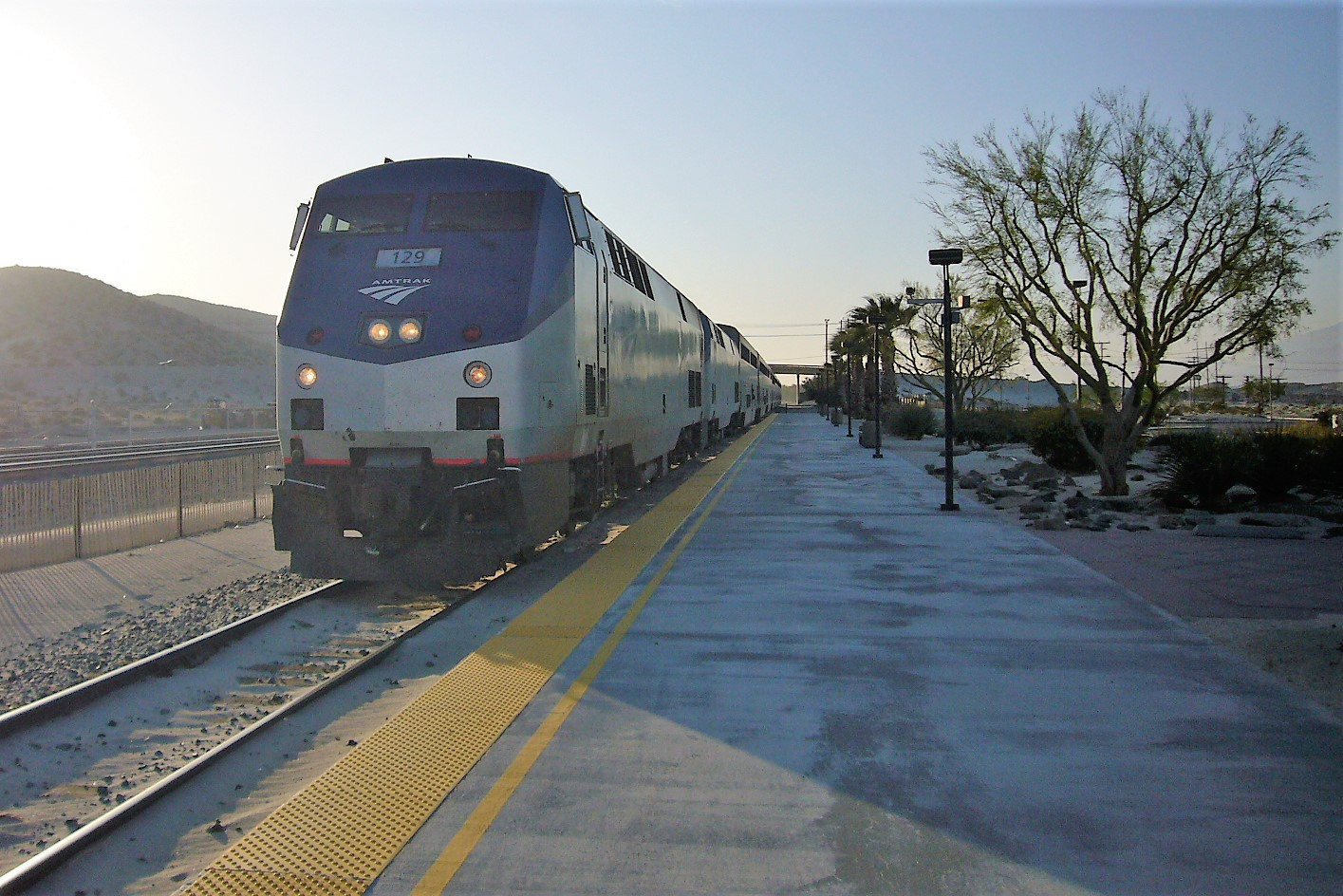
De Amtrak Sunset Limited bij station Palm Springs.

- De Riverside Transit Agency verzorgt busdiensten in het westen van Riverside County.
- De SunLine Transit Agency verzorgt busdiensten in Palm Springs en de Coachella Valley.
- De Palo Verde Valley Transit Agency verzorgt busdiensten in het oosten van Riverside County.
- De Pass Transit verzorgt busdiensten in de steden en dorpen in de San Gorgonio vallei.
- De Corona Cruiser verzorgt busdiensten in Corona
- Greyhound verzorgt enkele busdiensten in Riverside County
- Amtrak California verzorgt busdiensten in o.a. Palm Springs, Moreno Valley en Hemet.
- Amtrak stopt in Riverside en Palm Springs
- Metrolink heeft negen treinstations in Riverside County.

### Vliegverkeer

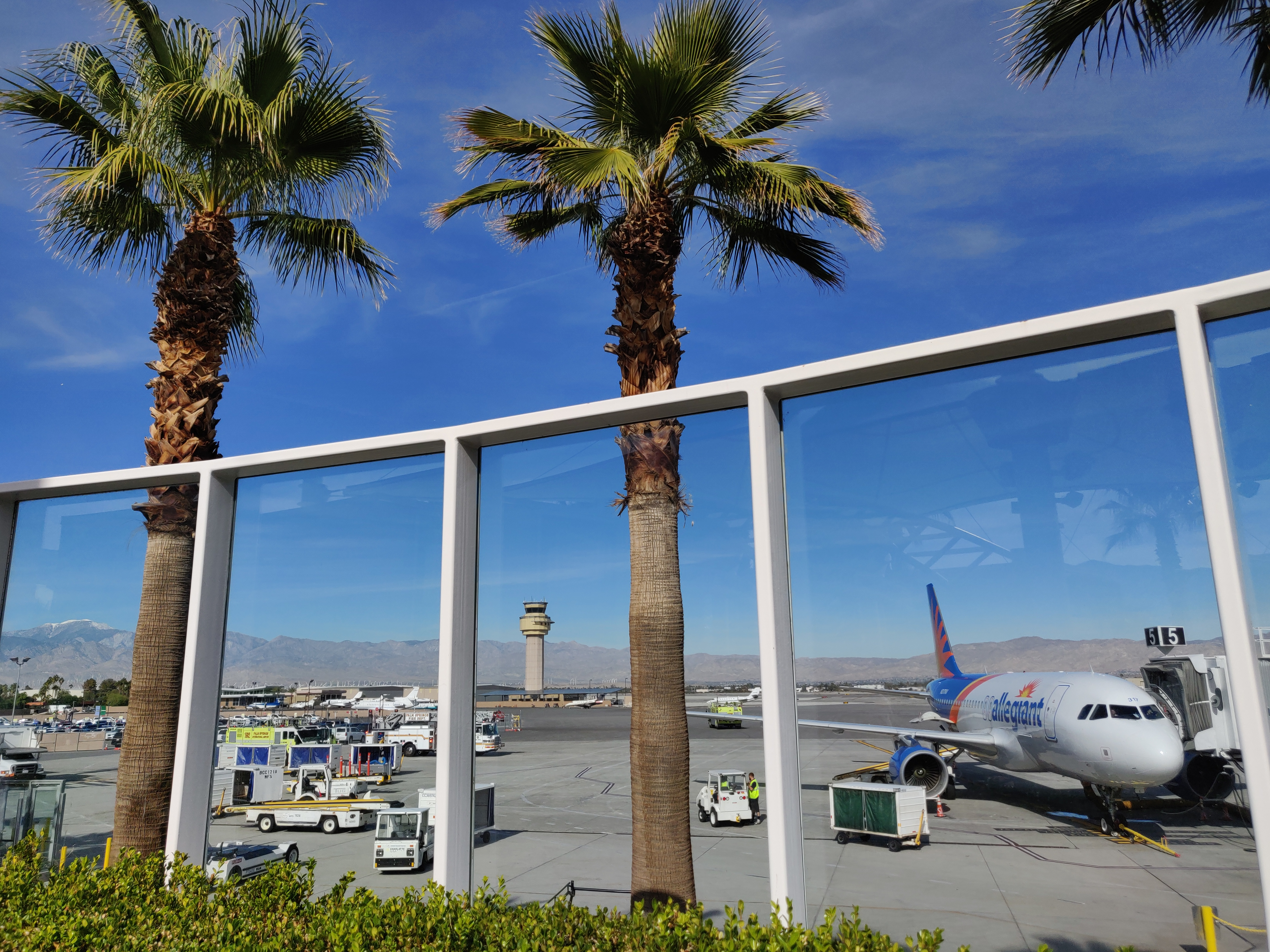
Palm Springs International Airport.

#### Commerciële luchthavens
- Palm Springs International Airport

#### Militaire vliegbases
March Air Reserve Base

#### Algemene Luchtvaart
| - Banning Municipal Airport - Bermuda Dunes Airport - Blythe Airport - Corona Municipal Airport - Flabob Airport, Riverside | - French Valley Airport - Hemet-Ryan Airport - Jacqueline Cochran Regional Airport - Perris Valley Airport - Riverside Municipal Airport |